# (500275) 2012 MS8
(500275) 2012 MS8 es un asteroide perteneciente al cinturón de asteroides, descubierto el 6 de marzo de 2003 por el equipo del Lowell Observatory Near-Earth-Object Search desde la Estación Anderson Mesa (condado de Coconino, cerca de Flagstaff, Arizona, Estados Unidos).

## Designación y nombre
Designado provisionalmente como 2012 MS8.

## Características orbitales
2012 MS8 está situado a una distancia media del Sol de 2,611 ua, pudiendo alejarse hasta 2,877 ua y acercarse hasta 2,345 ua. Su excentricidad es 0,101 y la inclinación orbital 13,09 grados. Emplea 1541,39 días en completar una órbita alrededor del Sol.

## Características físicas
La magnitud absoluta de 2012 MS8 es 16,6.